# Amakusanthura cosmoledo
Amakusanthura cosmoledo är en kräftdjursart som beskrevs av Brian Frederick Kensley och Marilyn Schotte 2000. Amakusanthura cosmoledo ingår i släktet Amakusanthura och familjen Anthuridae.
Artens utbredningsområde är Aldabra. Inga underarter finns listade i Catalogue of Life.